# Lats

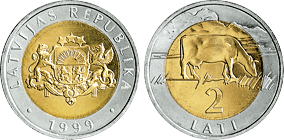
Moneda de 2 lati de 1999

El lats (nom letó; plural lati per als numerals del 2 al 9, latu per al 10 en endavant) fou la unitat monetària de Letònia fins a la substitució definitiva per l'euro a començament del 2014. El codi ISO 4217 era LVL i l'abreviació que normalment s'utilitzava era Ls. Se subdividia en 100 santīmi (plural de santīms, que prové del francès centime).

## Història
La primera vegada que es van emetre lats va ser el 1922 en substitució del ruble rus. El 1940, Letònia es va incorporar a la Unió Soviètica, sota el nom de República Socialista Soviètica de Letònia, i s'hi va reintroduir el ruble com a moneda oficial. El 1993, després de la caiguda de l'URSS, es va tornar a adoptar el lats. El lats letó ha estat reconegut com una de les 99 entrades del Cànon de la cultura letona.
El lats va entrar al mecanisme europeu de taxes de canvi II (en anglès ERM II) el 2 de maig del 2002, amb un canvi de 0,702804 LVL per EUR, que podia fluctuar entorn d'una banda del 15%, i es va fixar en aquesta quantitat inamovible el 9 de juliol del 2013. Va ser substituïda de forma definitiva per la moneda comuna europea l'1 de gener del 2014. En el moment de la seva substitució per l'euro, el lats era la quarta unitat monetària de valor més alt del món i la primera d'Europa.

## Monedes i bitllets
Emès pel Banc de Letònia (Latvijas Banka), en el moment de la seva substitució per l'euro en circulaven monedes d'1, 2, 5, 10, 20 i 50 santīmi i d'1 i 2 lati, i bitllets de 5, 10, 20, 50, 100 i 500 latu.